# Wilbur Cush
Wilbur Cush (10 de junho de 1928 - 28 de julho de 1981) foi um futebolista norte-irlandês que atuava como atacante.

## Carreira
Cush competiu na Copa do Mundo FIFA de 1958, sediada na Suécia, na qual a sua seleção terminou na sétima colocação dentre os 16 participantes.